# Brochymena myops
Brochymena myops är en insektsart som beskrevs av Carl Stål 1872. Brochymena myops ingår i släktet Brochymena och familjen bärfisar. Inga underarter finns listade i Catalogue of Life.